# اف‌ال‌ان فریزیا لوفتفرکر
اف‌ال‌ان فریزیا لوفتفرکر (به انگلیسی: FLN Frisia Luftverkehr) یک شرکت هواپیمایی است که در ۱۹۶۹ میلادی تأسیس شده‌است. دفتر مرکزی اف‌ال‌ان فریزیا لوفتفرکر در نوردن، آلمان واقع شده‌است.